# Hjalmar Wennerberg
Carl Hjalmar Christian Wennerberg, född den 11 januari 1871 i Göteborg, död där den 2 december 1942, var en svensk läkare.
Hjalmar Wennerberg avlade studentexamen vid Högre latinläroverket i Göteborg år 1888. Wennerberg avlade medicine kandidatexamen vid Uppsala universitet 1894 och medicine licentiatexamen vid Karolinska institutet 1898. Han var biträdande läkare vid epidemisjukhuset i Göteborg 1898–1900 och överläkare där 1900–1937. Wennerberg invaldes 1922 som ledamot av Vetenskaps- och vitterhetssamhället i Göteborg. Han blev riddare av Nordstjärneorden 1921. Wennerberg vilar på Östra kyrkogården i Göteborg.